# Káröröm
A káröröm olyan öröm amely mások szerencsétlenségéből fakad. Olyan öröm, ami abból fakad, hogy látjuk, vagy halljuk, hogy a másik embernek problémái vagy hibái vannak.

## Irodalmi használat és filozófiai elemzés
A Példabeszédek Könyve megemlít egy érzelmet, amely hasonló kárörömhöz: "Ha elesik ellenséged, ne örülj, és ha elbukik, ne vigadjon a szíved: mert az Úr meglátja, rosszallja, és elfordítja haragját róla." (Példabeszédek 24:17-18).

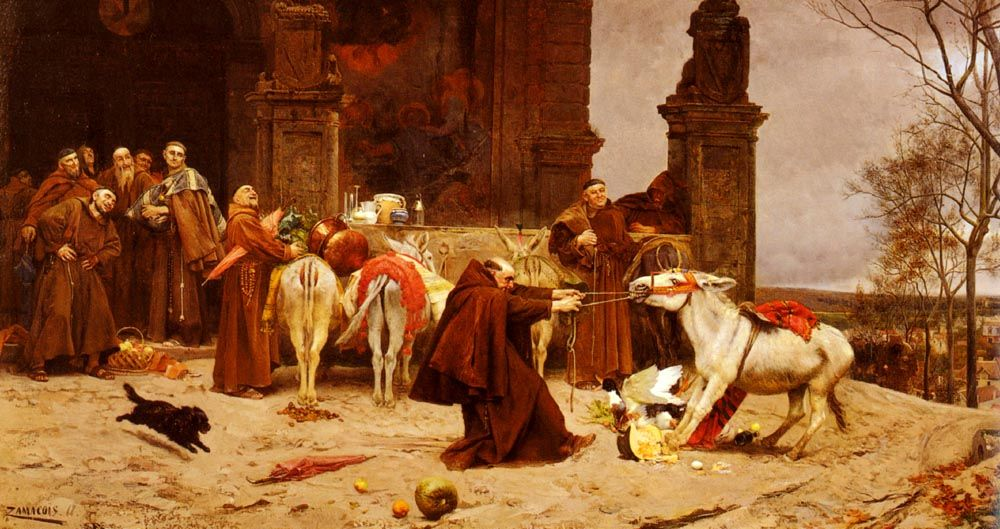
Makrancos szamár, Eduardo Zamacois y Zabala, 1868.
Megjegyzés: a szerzetesek csoportja nevet, miközben a magányos szerzetes küzd a szamárral

A filozófus Arthur Schopenhauer a kárörömöt, mint a leggonoszabb bűnt említi. Híres mondása: "irigységet érezni emberi, kárörömbe kóstolni ördögi."
Harold S. Kushner rabbi Amikor Rossz Dolgok Történnek Jó Emberekkel  című könyvében azt írja, hogy a káröröm egy univerzális, egészséges reakció, amin nem lehet segíteni. "Van egy német pszichológiai kifejezés, a Schadenfreude, amely arra utal, hogy a kínos megkönnyebbülésre utal, amit akkor érzünk, amikor valami rossz történik valaki mással, helyettünk." Példát ad és azt írja, "[az Emberek] nem szeretnék, hogy a barátjuk beteg legyen, de nem tudnak szabadulni a kellemetlen hála görcsétől, hogy [ a rossz dolog] nem velük történt, hanem valaki mással."
A filozófus és szociológus Theodor Adorno úgy határozza meg a kárörömöt, mint "... nagyrészt váratlan öröm a másik szenvedése kapcsán, ami triviális, és/vagy megfelelő."

## Tudományos vizsgálatok
A New York Times 2002-ben írt cikke számos tudományos vizsgálatot idézett a kárörömről, amelyet úgy határoz meg, mint "örömet mások szerencsétlenségén érezve". Sok ilyen vizsgálat a társas összehasonlítás elméletére alapul, az elképzelésre, hogy amikor az embereknek körülöttünk peche van, akkor jobbként tekintünk magunkra. Más kutatók azt találták, hogy az alacsony önbecsüléssel rendelkező emberek valószínűbb, hogy kárörömöt éreznek, mint azok, akiknek az önbecsülése magas.

## Fordítás
- Ez a szócikk részben vagy egészben  a   Schadenfreude című angol Wikipédia-szócikk ezen változatának fordításán alapul.  Az eredeti cikk szerkesztőit annak laptörténete sorolja fel. Ez a jelzés csupán a megfogalmazás eredetét és a szerzői jogokat jelzi, nem szolgál a cikkben szereplő információk forrásmegjelöléseként.